# Hysterocladia unimana
Hysterocladia unimana is een vlinder uit de familie van de Megalopygidae. De wetenschappelijke naam van de soort is voor het eerst geldig gepubliceerd in 1943 door Hopp.